# 周曉芸
周曉芸（1976年3月8日—）中華民國政治人物、專長為護理、健康管理與醫療長照。曾為台灣民眾黨金門縣黨代表、民眾黨金門執行長，金門縣珠山社區日照中心執行長。曾為台灣民眾黨組織發展部副主任，現為立法委員黃國昌三重蘆洲區主任，暱稱「金門曉姐姐」。

## 生平
- 5歲時，因父親工作關係，搬家到花蓮
- 國中畢業後，到基隆讀護校，之後就一直在台北工作成家。
- 先前曾在醫院擔任護理長近15年，也有3年長照管理經驗，有醫療長照經驗。

## 政治活動

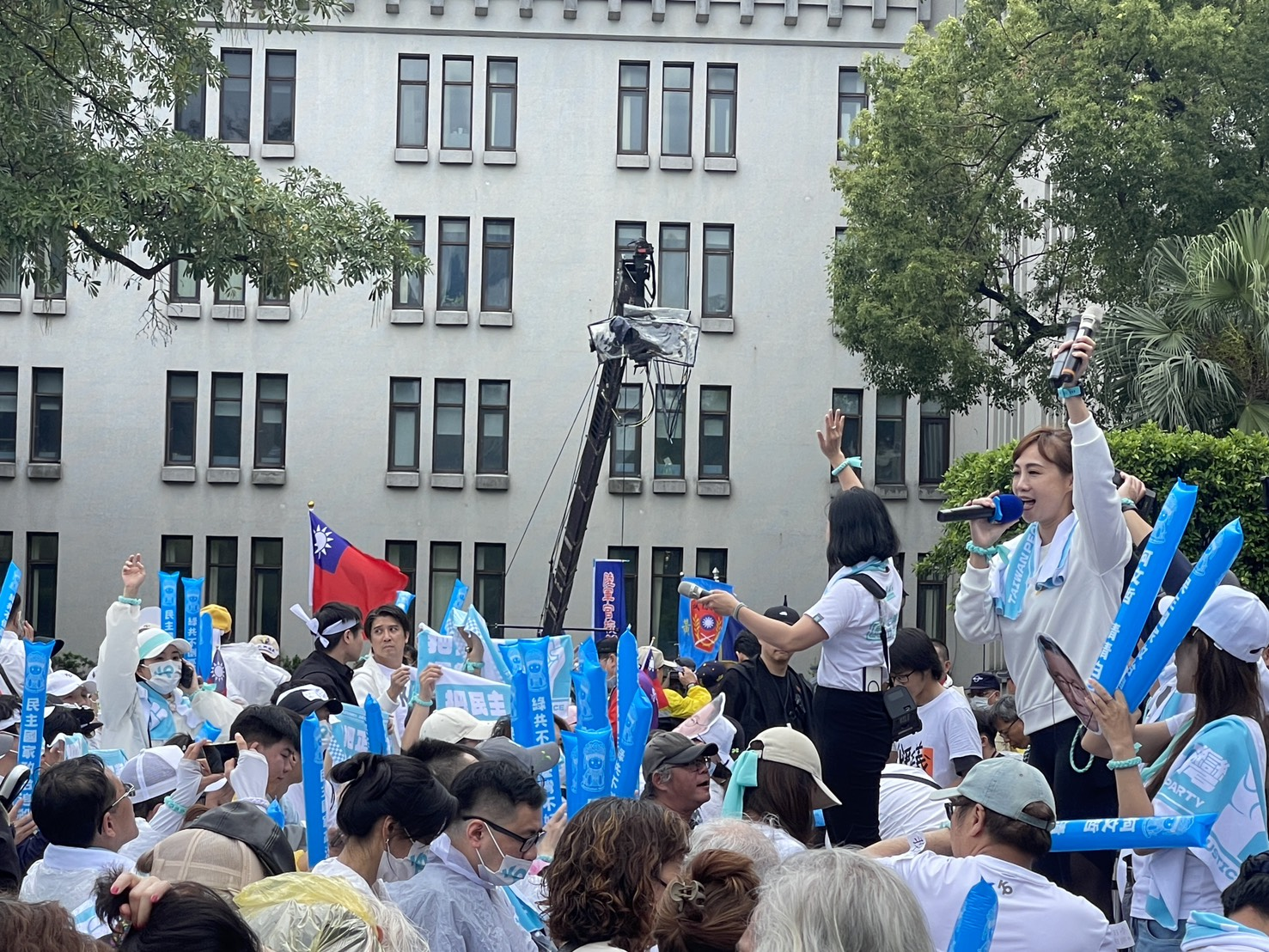
「反綠共，戰獨裁」遊行當天的周曉芸。

- 2022年參與金門縣第一選舉區縣議員選舉。推動觀光經濟、觀光長照輔導、保育觀光與保障弱勢，支持興建金廈大橋[4]。
- 2022年12月14日，對4名同選區當選議員提起當選無效之訴，期待透過司法判決，端正視聽，釐清坊間繪聲繪影的選舉疑雲[3]。
- 2023年08月09日，擔任金門縣珠山社區日照中心執行長，期許提升服務個案品質，成為金門日照中心模範[1]。
- 2024年03月06日，擔任台灣民眾黨組織發展部副主任[2]。
- 2024年4月，積極參與第十九屆麥寮鄉鄉長補選競選助選活動[5]。
- 2025年3月17日，改任立法委員黃國昌三重蘆洲區主任。
- 2025年6月16日，與民眾黨發言人吳怡萱及黃國昌新北巿各區的主任陳怡君、陳語倢、林子宇等到監察院檢討監察院花費、業績等相關爭議[6]。
- 2025年8月，推廣核三延役公投宣講[7]。

## 選舉紀錄
| 年度 | 選舉屆數             | 選舉區           | 所屬政黨   | 得票數 | 得票率 | 當選標記 | 備註 |
| ---- | -------------------- | ---------------- | ---------- | ------ | ------ | -------- | ---- |
| 2022 | 第八屆金門縣議員選舉 | 金門縣第一選舉區 | 臺灣民眾黨 | 1,157  | 4.60%  |          |      |

## 外部連結
- 個人網站
- 周曉芸的Facebook專頁
- 周曉芸的Instagram帳戶